# Тхан Хоа
Тхан Хоа (на виетнамски: Thanh Hóa) e град във Виетнам. Населението му е 147 559 жители (по данни от 2009 г.), а площта 57,8 кв. км. Намира се на 137 км източно от столицата Ханой. По време на войната във Виетнам със САЩ американците разрушават голяма част от инфраструктурата на град, която е напълно възстановена оттогава. Телефонният му код е +84 (37).